# Meisa Kuroki
Satsuki Shimabukuro (japanisch 島袋 さつき, Shimabukuro Satsuki; * 28. Mai 1988 in Nago, Okinawa), besser bekannt unter ihrem Künstlernamen Meisa Kuroki (jap. 黒木 メイサ, Kuroki Meisa), ist eine japanische Schauspielerin, Model und Sängerin. Sie wird von der Agentur Sweet Power vertreten und ist bei Sony Music Japan unter Vertrag. Unter anderem hat sie für das populäre Modemagazin JJ gemodelt und ist derzeit die japanische Repräsentantin für Giorgio Armani. Sie spielte in zahlreichen Fernsehserien (Dorama), Werbespots, Filmen und Bühneninszenierungen mit.

## Leben
Geboren von einer japanischen Mutter und einem Vater halb-japanischer und halb-panamaisch Abstammung und als Jüngste von vier Schwestern, wurde sie während ihres zweiten Jahrs auf der Mittelschule in Okinawa von einem Fashion Scout entdeckt. Von da an begann sie zunächst ausschließlich für die beliebte Modezeitschrift JJ zu modeln. Während sie an der Okinawa Actors School studierte, war sie ein Mitglied der Studio group B.B.Waves, die sich 2007 auflöste. Seit dem 2. Februar 2012 ist Kuroki mit dem japanischen Sänger und Idol Jin Akanishi verheiratet.

## Karriere
Im Februar 2004 machte Kuroki ihr Schauspieldebüt in der ersten Hauptrolle in dem Stück Kita-ku Tsuka Kōhei Gekidan Butai bzw. Atami Satsujin Jiken Pyongyang Kara Kita Onna Keiji. Seit ihrem Debüt spielte sie bei Aufführungen im Theater, Filmen und Doramas mit. 2006 spielte sie in Chakushin Ari: Final (engl. „The Call 3 – Final“), dem letzten Teil der Chakushin Ari-Reihe mit. Im Jahr 2007 erhielt sie auf dem 44th Annual Golden Arrow Awards den „Newcomer of the Year“-Award. Im selben Jahr spielte sie in Fumihiko Sori's CGI Anime-Film Vexille mit. Kuroki war außerdem mit ihrer engen Freundin Maki Horikita in dem Photobook missmatch: Maki Horikita x Meisa Kuroki x Kishin Shinoyama (fotografiert von Kishin Shinoyama) und dem Kurzfilm short film: Kimi no Yubisaki zu sehen. 2009 wurde Meisa für das japanische Gesicht der internationalen Marke Emporio Armani ausgewählt, für die sie auch auf zahlreichen Events weltweit erschien. Sie spielte außerdem in Dance, Subaru!, der Realverfilmung von Masahito Sodas Manga Subaru mit, der von dem Filmproduzenten Bill Kong produziert wurde, und in Assault Girls unter der Regie von Mamoru Oshii. Im Jahr 2010 wurde sie für das internationale Gesicht der französischen Kosmetikmarke L’Oréal ausgewählt.

### Musik
Kuroki sang für den Soundtrack ihres 2007 erschienenen Films Crows Zero, in dem sie auch mitspielte. Am 21. Juni 2008 erschien ihre Debüt-Single „Like This“ bei Sony Music Records. Es wurde am 17. Februar 2009 bekannt gegeben, dass ihr erstes Extended Play (EP), „Hellcat“, am 8. April 2009 erscheinen wird. Meisas zweite EP, „Attitude“, wurde im Januar 2010 veröffentlicht. Im Januar 2011 erschien ihr bisher erstes Studioalbum „Magazine“.

## Diskografie

### Studioalben
| Jahr | Titel    | Höchstplatzierung, Gesamtwochen, AuszeichnungChartsChartplatzierungen (Jahr, Titel, Platzierungen, Wochen, Auszeichnungen, Anmerkungen) | Anmerkungen                                                 |
| Jahr | Titel    | JP | Anmerkungen                                                 |
| ---- | -------- | --- | ----------------------------------------------------------- |
| 2011 | Magazine | JP6 (6 Wo.)JP | Erstveröffentlichung: 21. Januar 2011 Verkäufe JP: + 26.858 |
| 2012 | Unlocked | JP18 (3 Wo.)JP | Erstveröffentlichung: 15. Februar 2012 Verkäufe JP: + 5.862 |

### EPs
| Jahr | Titel    | Höchstplatzierung, Gesamtwochen, AuszeichnungChartsChartplatzierungen (Jahr, Titel, Platzierungen, Wochen, Auszeichnungen, Anmerkungen) | Anmerkungen                                               |
| Jahr | Titel    | JP | Anmerkungen                                               |
| ---- | -------- | --- | --------------------------------------------------------- |
| 2009 | Hellcat  | JP9 (6 Wo.)JP | Erstveröffentlichung: 8. April 2009 Verkäufe JP: + 20.430 |
| 2010 | Attitude | JP49 (4 Wo.)JP | Erstveröffentlichung: 1. Januar 2010 Verkäufe JP: + 7.001 |

### Singles
| Jahr | Titel Album                         | Höchstplatzierung, Gesamtwochen, AuszeichnungChartsChartplatzierungen (Jahr, Titel, Album, Platzierungen, Wochen, Auszeichnungen, Anmerkungen) | Anmerkungen                                                 |
| Jahr | Titel Album                         | JP | Anmerkungen                                                 |
| ---- | ----------------------------------- | --- | ----------------------------------------------------------- |
| 2009 | Shock (Unmei) Magazine              | JP25 (5 Wo.)JP | Erstveröffentlichung: 22. Juli 2009 Verkäufe JP: + 9.070    |
| 2010 | 5 (Five) Magazine                   | JP23 (3 Wo.)JP | Erstveröffentlichung: 2. Juni 2010 Verkäufe JP: + 5.561     |
| 2010 | LOL! Magazine                       | JP12 Gold (Mobile Downloads) · (6 Wo.)JP | Erstveröffentlichung: 6. Oktober 2010 Verkäufe JP: + 11.905 |
| 2011 | One More Drama Unlocked             | JP18 (4 Wo.)JP | Erstveröffentlichung: 13. April 2011 Verkäufe JP: + 5.255   |
| 2011 | Wired Life Unlocked                 | JP12 (7 Wo.)JP | Erstveröffentlichung: 31. August 2011 Verkäufe JP: + 14.553 |
| 2011 | Breeze Out / Woman’s Worth Unlocked | JP47 (3 Wo.)JP | Erstveröffentlichung: 7. Dezember 2011 Verkäufe JP: + 2.727 |

## Lieder
Geordnet nach Veröffentlichung
1. Rock U
2. Hero Lives in You
3. Like This
4. Hear the Alarm?
5. Bad Girl
6. Criminal
7. No, No, No
8. Sex
9. Lost
10. This Is Crazy
11. Shock: Unmei (運命)
12. Wasted
13. 5: Five
14. The Only One
15. So Smooth
16. Are Ya Ready?
17. Kind of Guy
18. #1
19. Late Show
20. Stand Up!
21. Awakening
22. Lol!
23. Be like That
24. Switch
25. Bye Bye My Friend
26. Celebrate
27. Say Good Night
28. As I Am
29. Why??
30. Loneliness
31. Loveholic
32. Somewhere…
33. One More Drama
34. Go Ahead
35. Wired Life
36. Upgrade U!
37. Woman’s Worth
38. Breeze Out
39. Hit the Road
40. Shake It Off
41. Take Me Away
42. Flash Light
43. Last Code
44. Happy to Be Me
45. Parade
46. S.O.S: Watashi Sagasanai de Kudasai (ワタシサガサナイデクダサイ)
47. Aimai de Zeitaku na Yokubou (曖昧で贅沢な欲望)
48. Frenemy

- Zusammenarbeiten

1. Miss Universe (mit Studio Apartment, Su und Ilmari (Rip Slyme))

- Übergänge

1. Attitude (Intro)
2. No Restriction (Interlude)
3. Before Dawn (Interlude)
4. Intro: Magazine

## Musikvideos
1. Like This
2. Bad Girl
3. Criminal
4. Shock: Unmei
5. Are Ya Ready?
6. 5: Five
7. LOL!
8. One More Drama
9. Wired Life
10. Woman’s Worth
11. Breeze Out
12. Frenemy

- Zusammenarbeiten

1. Miss Universe (mit Studio Apartment, Su und Ilmari (Rip Slyme))

## Filmografie

### Serien
- 2004: Medaka
- 2007: Haikei, Chichi Uesama
- 2007: Seito Shokun!
- 2008: 1 Pound no Fukuin
- 2008: Kaze no Garden
- 2009: Ninkyō Helper
- 2010: Shinzanmono
- 2013: Yae no Sakura

### Filme
- 2005: Onaji Tsuki o Miteiru
- 2006: Camus Nante Shiranai
- 2006: The Call 3 – Final
- 2006: Tada Kimi o Aishiteru
- 2007: Taitei no Ken
- 2007: Vexille 2077 Nihon Sakoku
- 2007: Crows Zero
- 2009: Dance, Subaru!
- 2009: Crows Zero II
- 2009: Assault Girls
- 2010: Space Battleship Yamato
- 2014: Lupin the Third – Der Meisterdieb (Rupan sansei)

### Theaterstücke
- 2005: Endless Shock
- 2005: Azumi: Azumi on Stage
- 2005: Choukyoushi
- 2006: Azumi: Azumi Returns
- 2007: Itsu no Hi ka Kimi Kaeru
- 2009: Akai Shiro Kuroi Suna
- 2009: Onna Nobunaga

### Werbespots
- 2004–2005: Kyoto Kimono Yuzen
- 2005–: Japan Transocean Air
- 2005–: Kose: Esprique
- 2005–: NTT DoCoMo: Forma
- 2006–: Shiseido Tsubaki
- 2006–: All Nippon Airways
- 2006–: UNIQLO (mit Juri Ueno)
- 2006–: Asahi Soft Drinks
- 2007–: House Foods: Gaban Potato Chips
- 2008–: Toshiba, KDDI, au: portio / W62T
- 2008–: Kirin: Smooth
- 2009–: Kirin: Cola Shock

### Gastauftritte in Musikvideos
- Kubota Toshinobu – Kimi no Soba ni (君のそばに)

### Fotobücher
- Missmatch (mit Maki Horikita) (2006)
- Love Meisa (2009)